# Gran Premio del Brasile 1977
Il Gran Premio del Brasile 1977 è stata la seconda prova della stagione 1977 del Campionato mondiale di Formula 1. Si è corsa domenica 23 gennaio 1977 sul Circuito di Interlagos. La gara è stata vinta dall'argentino Carlos Reutemann su Ferrari. Ha preceduto sul traguardo il britannico James Hunt su McLaren-Ford Cosworth e l'austriaco Niki Lauda, anch'egli su Ferrari.

## Vigilia

### Aspetti sportivi
Si rivide la BRM, che schierava l'australiano Larry Perkins. Il team britannico mancava dal Gran Premio del Brasile dell'anno precedente. La casa britannica portò all'esordio il modello P207.

## Qualifiche

### Resoconto
Nella prima giornata di prove il tempo migliore venne fatto da Carlos Pace in 2'30"57, che precedette Mario Andretti e James Hunt. Le Ferrari scontarono vari problemi di assetto, finendo sesta e ottava.
Nella giornata del sabato James Hunt strappò la seconda pole stagionale, precedendo Carlos Reutemann e Mario Andretti. Le prove del pilota italo-americano vennero interrotte da un incendio sulla monoposto. Si prospettò l'ipotesi che ciò costringesse il suo compagno di scuderia, Gunnar Nilsson, che era terminato decimo, a cedere nuovamente la sua Lotus ad Andretti, come era accaduto in Argentina.
La vettura di Andretti venne riparata così entrambi poterono prendere parte alla gara.

### Risultati
Nella sessione di qualifica si è avuta questa situazione:
| Pos | Nº | Pilota             | Costruttore              | Tempo   | Griglia |
| --- | -- | ------------------ | ------------------------ | ------- | ------- |
| 1   | 1  | James Hunt         | McLaren-Ford Cosworth    | 2'30"11 | 1       |
| 2   | 12 | Carlos Reutemann   | Ferrari                  | 2'30"18 | 2       |
| 3   | 5  | Mario Andretti     | Lotus-Ford Cosworth      | 2'30"35 | 3       |
| 4   | 2  | Jochen Mass        | McLaren-Ford Cosworth    | 2'30"36 | 4       |
| 5   | 8  | Carlos Pace        | Brabham-Alfa Romeo       | 2'30"57 | 5       |
| 6   | 4  | Patrick Depailler  | Tyrrell-Ford Cosworth    | 2'30"69 | 6       |
| 7   | 7  | John Watson        | Brabham-Alfa Romeo       | 2'31"09 | 7       |
| 8   | 3  | Ronnie Peterson    | Tyrrell-Ford Cosworth    | 2'31"63 | 8       |
| 9   | 22 | Clay Regazzoni     | Ensign-Ford Cosworth     | 2'31"69 | 9       |
| 10  | 6  | Gunnar Nilsson     | Lotus-Ford Cosworth      | 2'32"14 | 10      |
| 11  | 19 | Vittorio Brambilla | Surtees-Ford Cosworth    | 2'32"19 | 11      |
| 12  | 16 | Tom Pryce          | Shadow-Ford Cosworth     | 2'32"22 | 12      |
| 13  | 11 | Niki Lauda         | Ferrari                  | 2'32"37 | 13      |
| 14  | 26 | Jacques Laffite    | Ligier-Matra             | 2'32"43 | 14      |
| 15  | 20 | Jody Scheckter     | Wolf-Ford Cosworth       | 2'32"81 | 15      |
| 16  | 28 | Emerson Fittipaldi | Fittipaldi-Ford Cosworth | 2'32"94 | 16      |
| 17  | 10 | Ian Scheckter      | March-Ford Cosworth      | 2'33"46 | 17      |
| 18  | 17 | Renzo Zorzi        | Shadow-Ford Cosworth     | 2'34"62 | 18      |
| 19  | 29 | Ingo Hoffmann      | Fittipaldi-Ford Cosworth | 2'35"57 | 19      |
| 20  | 18 | Hans Binder        | Surtees-Ford Cosworth    | 2'35"79 | 20      |
| 21  | 9  | Alex-Dias Ribeiro  | March-Ford Cosworth      | 2'36"19 | 21      |
| 22  | 14 | Larry Perkins      | BRM                      | 2'42"22 | 22      |

## Gara

### Resoconto

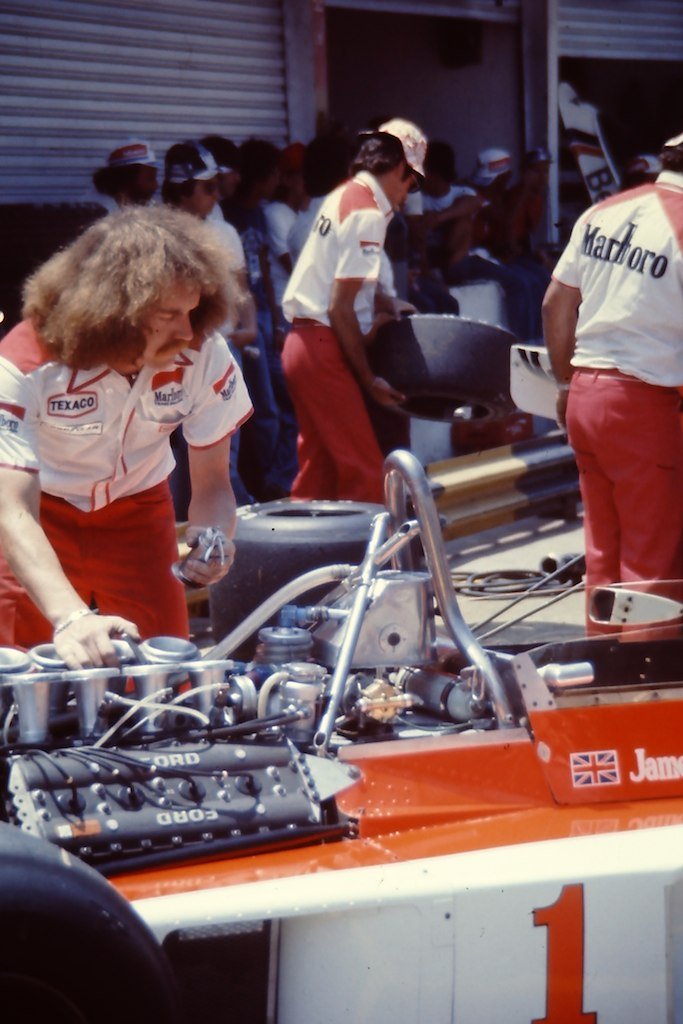
I box della McLaren. In primo piano, la M23 di Hunt.

Carlos Pace si portò in testa al gruppo alla partenza, dopo aver passato James Hunt; nel corso del primo giro anche Carlos Reutemann passò il britannico. Seguivano Jochen Mass, Mario Andretti, Clay Regazzoni, Patrick Depailler, Jacques Laffite e Jody Scheckter.
Hunt e Reutemann misero pressione su Pace nei primi giri. Al giro 7 Hunt attaccò il brasiliano della Brabham, che andò in testacoda, rovinando il musetto. Passò così a condurre il britannico, davanti a Reutemann. Pace invece sprofondò nelle retrovie a causa della fermata ai box per cambiare il musetto danneggiato.
Al giro 11 Jody Scheckter fu costretto al ritiro per la rottura del motore. Il grande caldo scioglieva l'asfalto della pista e molti piloti furono costretti al ritiro da errori indotti dalla scivolosità del tracciato. Al dodicesimo giro Jochen Mass, pressato da Regazzoni, sbagliò il punto di frenata ed esce di pista, subito imitato anche da Regazzoni e Ronnie Peterson. Ne approfittò Mario Andretti che era così terzo, dietro Hunt e Reutemann. A seguire il pilota della Lotus si trovavano Jacques Laffite, Tom Pryce, John Watson e Patrick Depailler.
Al giro 16 Pryce passò Laffite, poi passato anche da Watson. Tre giri dopo, Andretti, fu costretto al ritiro da un problema all'impianto elettrico. Pryce scalò così in terza posizione, seguito da Watson, Laffite, Niki Lauda ed Emerson Fittipaldi.
In testa intanto Hunt scontava un forte deterioramento degli pneumatici. Reutemann ne approfittò e passò a condurre al ventiduesimo giro. Poco dopo James Hunt fu costretto a una sosta ai box, da dove ripartì quarto, dietro a Reutemann, Pryce e Watson. Un giro dopo il campione del mondo 1976 passò Watson, riconquistando il podio virtuale. Al giro 27 anche Lauda passò Watson, ponendosi così al quarto posto.
Negli ultimi giri Watson fu costretto al ritiro per una collisione con Depailler, mentre al giro 33 Pryce, secondo, abbandonò per un guasto al motore. Entrarono così in zona punti Gunnar Nilsson e Renzo Zorzi.
Carlos Reutemann vinse così per la quinta volta nel mondiale, la prima da quando correva per la Scuderia Ferrari, davanti a James Hunt e Niki Lauda. Solo sette vetture giunsero sotto la bandiera a scacchi. Per Zorzi il sesto posto rappresentò l'unico arrivo a punti nel mondiale di F1.

### Risultati
I risultati del gran premio sono i seguenti:
| Pos | No | Pilota             | Costruttore              | Giri | Tempo/Ritiro                            | Pos.Griglia | Punti |
| --- | -- | ------------------ | ------------------------ | ---- | --------------------------------------- | ----------- | ----- |
| 1   | 12 | Carlos Reutemann   | Ferrari                  | 40   | 1:45'07"72                              | 2           | 9     |
| 2   | 1  | James Hunt         | McLaren-Ford Cosworth    | 40   | + 10"71                                 | 1           | 6     |
| 3   | 11 | Niki Lauda         | Ferrari                  | 40   | + 1'47"51                               | 13          | 4     |
| 4   | 28 | Emerson Fittipaldi | Fittipaldi-Ford Cosworth | 39   | + 1 Giro                                | 16          | 3     |
| 5   | 6  | Gunnar Nilsson     | Lotus-Ford Cosworth      | 39   | + 1 Giro                                | 10          | 2     |
| 6   | 17 | Renzo Zorzi        | Shadow-Ford Cosworth     | 39   | + 1 Giro                                | 18          | 1     |
| 7   | 29 | Ingo Hoffmannn     | Fittipaldi-Ford Cosworth | 38   | + 2 Giri                                | 19          |       |
| Rit | 8  | Carlos Pace        | Brabham-Alfa Romeo       | 33   | Incidente                               | 12          |       |
| Rit | 16 | Tom Pryce          | Shadow-Ford Cosworth     | 33   | Motore                                  | 5           |       |
| Rit | 18 | Hans Binder        | Surtees-Ford Cosworth    | 32   | Sospensione                             | 20          |       |
| Rit | 7  | John Watson        | Brabham-Alfa Romeo       | 30   | Danni da collisione con P.Depallier     | 7           |       |
| Rit | 26 | Jacques Laffite    | Ligier-Matra             | 26   | Incidente                               | 14          |       |
| Rit | 4  | Patrick Depailler  | Tyrrell-Ford Cosworth    | 23   | Collisione con J.Watson                 | 6           |       |
| Rit | 5  | Mario Andretti     | Lotus-Ford Cosworth      | 19   | Iniezione                               | 3           |       |
| Rit | 9  | Alex-Dias Ribeiro  | March-Ford Cosworth      | 16   | Motore                                  | 21          |       |
| Rit | 2  | Jochen Mass        | McLaren-Ford Cosworth    | 12   | Collisione con C.Regazzoni e R.Peterson | 4           |       |
| Rit | 3  | Ronnie Peterson    | Tyrrell-Ford Cosworth    | 12   | Collisione con C.Regazzoni e J.Mass     | 8           |       |
| Rit | 22 | Clay Regazzoni     | Ensign-Ford Cosworth     | 12   | Collisione con R.Peterson e J.Mass      | 9           |       |
| Rit | 19 | Vittorio Brambilla | Surtees-Ford Cosworth    | 11   | Incidente                               | 11          |       |
| Rit | 20 | Jody Scheckter     | Wolf-Ford Cosworth       | 11   | Motore                                  | 15          |       |
| Rit | 10 | Ian Scheckter      | March-Ford Cosworth      | 1    | Trasmissione                            | 17          |       |
| Rit | 14 | Larry Perkins      | BRM                      | 1    | Surriscaldamento                        | 22          |       |

## Statistiche

### Piloti
- 5ª vittoria per  Carlos Reutemann;
- 10ª pole position per  James Hunt;
- 50º Gran Premio per  Mario Andretti;
- Ultimo Gran Premio per  Ingo Hoffmannn;

### Costruttori
- 65ª vittoria per la  Ferrari;

### Motori
- 65ª vittoria per il motore  Ferrari;

### Pneumatici
- 91ª vittoria per le gomme  Goodyear;

### Giri in testa
- Carlos Pace (1-6);
- James Hunt (7-22);
- Carlos Reutemann (23-40);

## Classifiche

### Piloti
| Pos. | Pilota             | Punti |
| ---- | ------------------ | ----- |
| 1    | Carlos Reutemann   | 13    |
| 2    | Jody Scheckter     | 9     |
| 3    | James Hunt         | 6     |
| =    | Carlos Pace        | 6     |
| 5    | Emerson Fittipaldi | 6     |
| 6    | Niki Lauda         | 4     |
| 7    | Mario Andretti     | 2     |
| =    | Gunnar Nilsson     | 2     |
| 9    | Clay Regazzoni     | 1     |
| =    | Renzo Zorzi        | 1     |

### Costruttori
| Pos. | Costruttore              | Punti |
| ---- | ------------------------ | ----- |
| 1    | Ferrari                  | 13    |
| 2    | Wolf-Ford Cosworth       | 9     |
| 3    | Brabham-Alfa Romeo       | 6     |
| =    | McLaren-Ford Cosworth    | 6     |
| 5    | Fittipaldi-Ford Cosworth | 6     |
| 6    | Lotus-Ford Cosworth      | 4     |
| 7    | Ensign-Ford Cosworth     | 1     |
| =    | Shadow-Ford Cosworth     | 1     |